# Bernd von Hagen gen. Geist
Bernd von Hagen genannt Geist (* um 1590; † September 1642 in Braunschweig) war ein deutscher Obrist und Diplomat in dänischen Diensten.

## Leben
Er entstammte dem halberstädtischen Adelsgeschlecht Hagen genannt Geist und stand möglicherweise in kurbrandenburgischen Hofdiensten, bevor er zunächst als Hofmann, dann seit 1613 als Hofjunker und Küchenmeister nach Dänemark wechselte. Bereits 1614 wurde er von dort in diplomatischer Mission nach Oldenburg entsandt. 1615 tauschte er die Stellung des Küchenmeisters mit der des Mundschenks, was er bis 1621 blieb. 
Seit 1625 nahm er als dänischer Obrist unter dem Befehl von Herzog Johann Ernst dem Jüngeren von Sachsen-Weimar am Dreißigjährigen Krieg teil. In der Schlacht bei Lutter wurde er 1629 verwundet und geriet in kaiserliche Gefangenschaft, konnte jedoch ausgelöst werden. Daraufhin zog er sich als halberstädtischer Amtshauptmann nach Gröningen zurück. Hagen gen. Geist behielt seine dänische Obristenbestallung, diente seinem König wie schon früher jedoch hauptsächlich als Diplomat. Spätestens 1632 sind dahingehende Kontakte mit dem schwedischen Statthalter des Hochstifts Halberstadt, Fürst Ludwig von Anhalt-Köthen belegt. 
1634 wurde er mit dem Namen „der Sauersüße“ in die Fruchtbringende Gesellschaft aufgenommen.